# Clase Caldwell
La clase Caldwell fue una serie de seis destructores, que sirvieron en la Armada de los Estados Unidos que entraron en servicio poco antes del final de la Primera Guerra Mundial.

## Historial
Construidos entre 1917 y 1918, los 6 buques de la clase Caldwell fueron diseñados sin castillo de proa para solucionar las debilidades de la precedente clase Tucker.  La proa de los clase Caldwell fue diseñada para mantener seco constantemente el montaje "A". 
El USS Manley (DD-74) fue convertido en un destructor de transporte de alta velocidad (APD), al retirarse sus chimeneas y calderas traseras, lo cual, le daba una capacidad de transporte de 200 marines y cuatro botes de asalto de 36 píes (11m) de tipo Higgins. Participó en combate en Guadalcanal y Kwajalein. 
Tres de ellos entraron en servicio en la Royal Navy en 1940 bajo el Destroyers for Bases Agreement como clase Town. El USS Conner (DD-72) sirvió como HMS Leeds dando cobertura al desembarco en la playa de Gold el 6 de junio de 1944; sus gemelos, sirvieron como escolta de convoyes. Todos sobrevivieron a la guerra, y durante la postguerra, dos fueron hundidos como objetivos en ejercicios con fuego real, y uno desguazado.

## Buques de la clase
Los seis buques que formaron la clase Caldwell fueron:
- USS Caldwell (DD-69)
- USS Craven (DD-70)
- USS Gwin (DD-71)
- USS Conner (DD-72)
- USS Stockton (DD-73)
- USS Manley (DD-74)